# Yahoo!
Yahoo! Inc. là một tập đoàn đại chúng Hoa Kỳ, với một mạng lưới rộng lớn và một số dịch vụ khác, trong đó có Yahoo! Mail, Yahoo! Search và Yahoo! News. Yahoo! được sáng lập bởi hai sinh viên cao học tại trường Đại học Stanford là David Filo và Jerry Yang (楊致遠, Dương Trí Viễn) vào tháng 1 năm 1994 và được thành lập vào ngày 2 tháng 3 năm 1995. Trụ sở công ty được đặt tại Sunnyvale, California.
Theo Alexa Internet và Netcraft là hai công ty chuyên về thống kê lưu lượng Web, Yahoo! là website được nhiều người coi thứ hai hiện giờ (sau Google). Mạng lưới toàn cầu các website của Yahoo! có 3 tỷ lần xem hằng ngày (vào tháng 10 năm 2004, xem thống kê trên Alexa Lưu trữ ngày 12 tháng 12 năm 2005 tại Wayback Machine).
Năm 2002, Yahoo! mua công ty Inktomi. Năm 2003, Yahoo! mua lại công ty Overture - công ty đứng đằng sau AlltheWeb và AltaVista. Ngoài máy tính của mình, ban đầu Yahoo! còn sử dụng các kết quả lấy về từ Google để hiển thị trên trang chủ Yahoo.com mỗi khi người dùng yêu cầu. Đến năm 2004, Yahoo! tung ra máy tìm độc lập dựa trên sự kết hợp các công nghệ hãng có. Yahoo! là một trong 3 công cụ tìm kiếm phổ biến nhất cùng với Google và  Bing
Vào ngày 13 tháng 1 năm 2009, Yahoo! đã bổ nhiệm bà Carol Bartz, cựu giám đốc điều hành của Autodesk, làm Giám đốc điều hành mới và một trong những thành viên của Hội đồng quản trị.
Sau khi bán mảng kinh doanh cổng thông tin của mình cho Verizon vào năm 2017, Yahoo Inc. đã đổi tên thành Altaba Inc.  với tài sản chủ yếu là cổ phần tại tập đoàn Alibaba Group và Yahoo! Nhật Bản. Vào tháng 9 năm 2018, công ty đã bán cổ phần của mình trong Yahoo! Nhật Bản cho tập đoàn công nghệ Nhật Bản Softbank. Vào tháng 6 năm 2019, Altaba quyết định bán cổ phiếu của Alibaba và việc giải thể của chính công ty này, được hoàn tất vào ngày 21 tháng 1 năm 2020.
Cổng thông tin điện tử Yahoo hiện nay là thành viên của nhóm công ty Verizon kể từ năm 2016, nơi nó trở thành một phần của Oath vào năm 2017 (từ năm 2019: Verizon Media). Vào tháng 5 năm 2021, công ty đầu tư Apollo Global Management của Verizon đã mua lại Yahoo và AOL.

## Lịch sử

### Thành lập

Trang chủ của Yahoo! ngày 25/10/2005

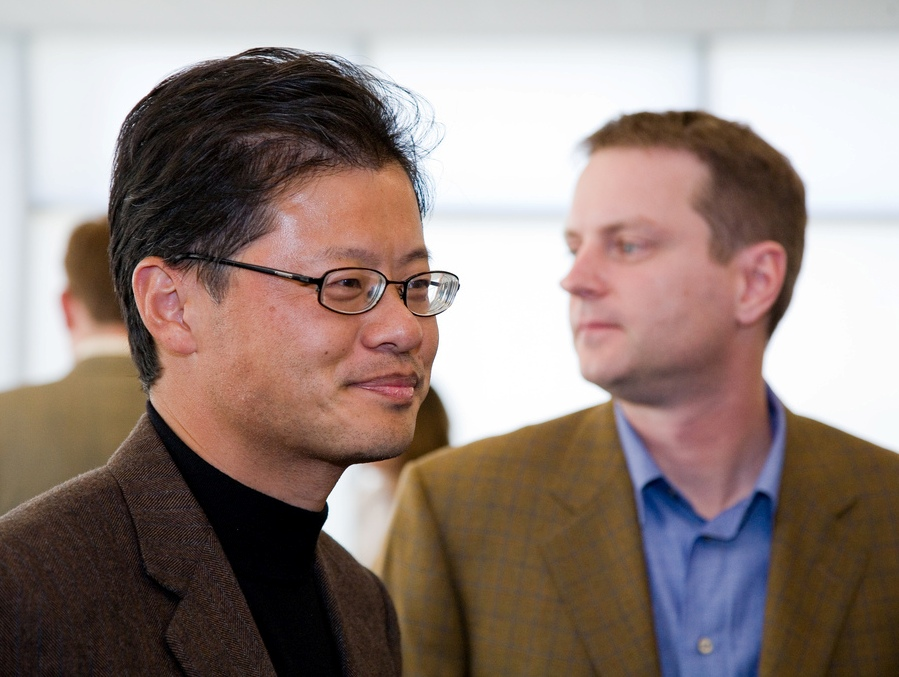
Jerry Yang và David Filo

Yahoo khởi đầu là "Jerry's Guide to the World Wide Web" (Cẩm nang của Jerry về mạng lưới), nhưng sau này được đổi tên. Tên Yahoo! là một từ viết tắt cho "Yet Another Hierarchical Officious Oracle," nhưng Filo và Yang nhất định rằng họ chọn tên này vì họ thích nghĩa của từ "yahoo" trong từ điển (một giống thú mang hình người trong quyển Những cuộc du hành của Gulliver của Jonathan Swift). Đầu tiên Yahoo chỉ ở trong máy tính làm việc của Yang, trong khi phần mềm ở trong máy tính của Filo.

### Mở rộng
Yahoo được ra cổ phần vào ngày 12 tháng 4 năm 1996, bán được 2,6 triệu cổ phiếu loại mệnh giá 13$.
Trong khi Yahoo ngày càng được phổ biến và phát triển, những dịch vụ của Yahoo! ngày càng phong phú và đa dạng hơn. Có thể kể đến các dịch vụ như Yahoo! Mail, Yahoo! Messenger, Yahoo! Groups... Nhiều dịch vụ trước kia là công ty độc lập được Yahoo mua như GeoCities và eGroups.
Yahoo! nay đã bắt đầu hợp tác với một số công ty viễn thông và dịch vụ Internet như BT tại Vương quốc Anh, Rogers Communications tại Canada và SBC Communications tại Hoa Kỳ - để tạo dịch vụ băng rộng có nhiều nội dung để cạnh tranh với dịch vụ của AOL. Công ty cũng cấp một thẻ tín dụng tên là Yahoo! Visa trong một hợp tác với First USA.
Từ cuối năm 2002, Yahoo! đã âm thầm mua một số công ty có kỹ thuật tìm kiếm khác. Vào tháng 12 năm 2002, Yahoo! đã mua Inktomi, và vào tháng 7 năm 2003 mua Overture Services, Inc. (đồng thời AltaVista và Alltheweb, hai sở hữu của Overture). Vào ngày 18 tháng 2 năm 2004, Yahoo! ngừng sử dụng kết quả tìm kiếm từ Google và dùng kỹ thuật riêng để tìm kiếm.
Từ ngày 15 tháng 6 năm 2005, Yahoo!Mail được bản địa hoá có thêm giao diện tiếng Việt trên trang http://mail.yahoo.com.vn. Giao diện tiếng Việt là một ứng dụng sử dụng hoàn toàn bằng Unicode, cho nên người nhận thư Yahoo! tiếng Việt có thể đọc thư một cách dễ dàng—một trường hợp không thể có với giao diện tiếng Anh. Đồng thời, bất cứ người nào có tài khoản Yahoo!Mail đều có thể dùng giao diện tiếng Việt bằng cách đến http://edit.yahoo.com/config/set_intl, và chọn "Yahoo! Vietnam" trong mục "New Setting". Tuy nhiên, giao diện tiếng Việt còn thiếu vài chức năng quan trọng của giao diện tiếng Anh.
Sau khi bị Yahoo từ chối, vào ngày 1 tháng 2 năm 2008, Microsoft ngỏ lời mua Yahoo! với giá 44,6 tỷ đô la.
Ngày 18 tháng 3 năm 2015, Yahoo tuyên bố đã thông báo đến nhân viên về việc cắt giảm nhân sự ở Trung Quốc.

### Verizon mua lại
Ngày 25 tháng 7 năm 2016, Yahoo đã bán mảng Internet cốt lõi cho Verizon Communications với giá 4,8 tỷ đô la.
Tháng 6 năm 2017, thương vụ chính thức diễn ra. Toàn bộ các mảng chính của Yahoo bao gồm tìm kiếm, email và công cụ nhắn tin Yahoo Messenger được định giá 4,48 tỷ USD, thấp hơn mức giá 4,8 tỷ USD.
Trước đó, thương vụ bán mình đã được Yahoo! thông báo từ năm 2016, nhưng bị trì hoãn do những bê bối mà công ty này gặp phải, trong đó có việc rò rỉ dữ liệu của hàng trăm triệu người dùng.
Sau khi thỏa thuận với Verizon Communications hoàn tất, Yahoo sẽ đổi tên thành Altaba - một công ty với tài sản chủ yếu là cổ phần tại tập đoàn Alibaba Group và Yahoo! Nhật Bản. Yahoo cũng sẽ trở thành anh em với AOL(thuộc sở hữu của Verizon Communications) để tạo thành liên doanh từ đó thương thành hiệu Yahoo! chính thức bị khai tử, đổi tên công ty thành Altaba..

## Bê bối

### Tuồnemailkhách hàng cho tình báo Hoa Kỳ
Ngày 4 tháng 10 năm 2016, Reuters tiết lộ thông tin động trời dựa theo nguồn tin từ 3 nhân viên làm việc cho Yahoo. Năm ngoái Yahoo đã phát triển một phần mềm có thể sục sạo tất cả email của khách hàng nhằm cung cấp cho ngành tình báo Hoa Kỳ
. Theo đó, Yahoo đã chấp hành những yêu cầu bí mật của chính phủ Hoa Kỳ để kiểm tra hàng trăm triệu thư điện tử Yahoo Mail của khách hàng theo yêu cầu của Cơ quan An Ninh Quốc gia Mỹ (NSA) và Cục Điều tra Liên bang (FBI)
Đáp lại yêu cầu phản hồi của Reuters, phía Yahoo phát tuyên bố cho biết: "Yahoo là một công ty ràng buộc với luật pháp và tuân thủ luật pháp nước Mỹ". Công ty này từ chối đưa ra thêm bất cứ bình luận nào.

## Dịch vụ Yahoo!

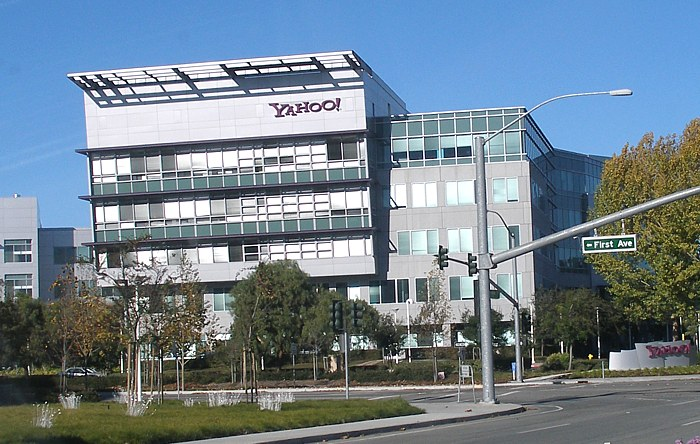
Trụ sở chính của Yahoo! tại Sunnyvale

Yahoo điều hành một cổng thông tin cung cấp tin tức, thể thao, giải trí mới nhất. Cổng thông tin này cũng cung cấp cho người dùng truy cập vào các dịch vụ Yahoo khác như Yahoo! Search, Yahoo Mail, Yahoo Maps, Yahoo Finance, Yahoo Groups và Yahoo Messenger.

### Giao tiếp
Yahoo Messenger, Yahoo Mail.
My Web, Yahoo Personals, Yahoo 360°, Delicious, Flickr,Yahoo Buzz và MyBlogLog.
Yahoo Photos, Flickr, Yahoo 360°, Yahoo Mash.

### Nội dung
Yahoo Sports, Yahoo Finance, Yahoo Music, Yahoo Movies, Yahoo Weather, Yahoo News, Yahoo! Answers, Yahoo Games, My Yahoo.

### Dịch vụ Internet đồng thương hiệu
Yahoo phát triển quan hệ đối tác với các nhà cung cấp băng thông rộng như AT&T Inc. (thông qua Prodigy, BellSouth & SBC), Verizon Communications, Rogers Communications, and British Telecom, cung cấp nhiều nội dung và dịch vụ miễn phí và cao cấp của Yahoo tới các thuê bao.

### Thương mại
Yahoo! Shopping, Yahoo Autos, Yahoo Real Estate, Yahoo Travel, Yahoo Auctions.

### Doanh nghiệp nhỏ
Yahoo DomainKeys, Yahoo Web Hosting, Yahoo Merchant Solutions, Yahoo Business Email và Yahoo Store.

### GeoPlanet
Yahoo cung cấp dịch vụ bản đồ và địa lý thông qua GeoPlanet.